# Hydrobates markhami
El paíño ahumado (Hydrobates markhami ), también denominado golondrina de mar negra, es una especie de ave procelariforme de la familia Hydrobatidae. Anida en la península de Paracas en Perú, y probablemente en otras islas y el desierto costero de Chile. Su área de distribución incluye las aguas costeras de Chile, Colombia, Perú y posiblemente Ecuador, Panamá, Costa Rica, y Polinesia Francesa.
Su nombre científico le fue dado en honor al explorador Albert Hastings Markham. Actualmente no tiene subespecies reconocidas.
Esta especie se considera casi amenazada, de acuerdo a la evaluación por la UICN.